# Brzezinka (Oświęcim)
Brzezinka (deutsch Birkenau) ist eine Ortschaft der Landgemeinde Oświęcim in der Woiwodschaft Kleinpolen südwestlich von Krakau. Der Ort hat etwa 2300 Einwohner.
Birkenau war während des Zweiten Weltkrieges Standort des Vernichtungslagers Auschwitz-Birkenau.

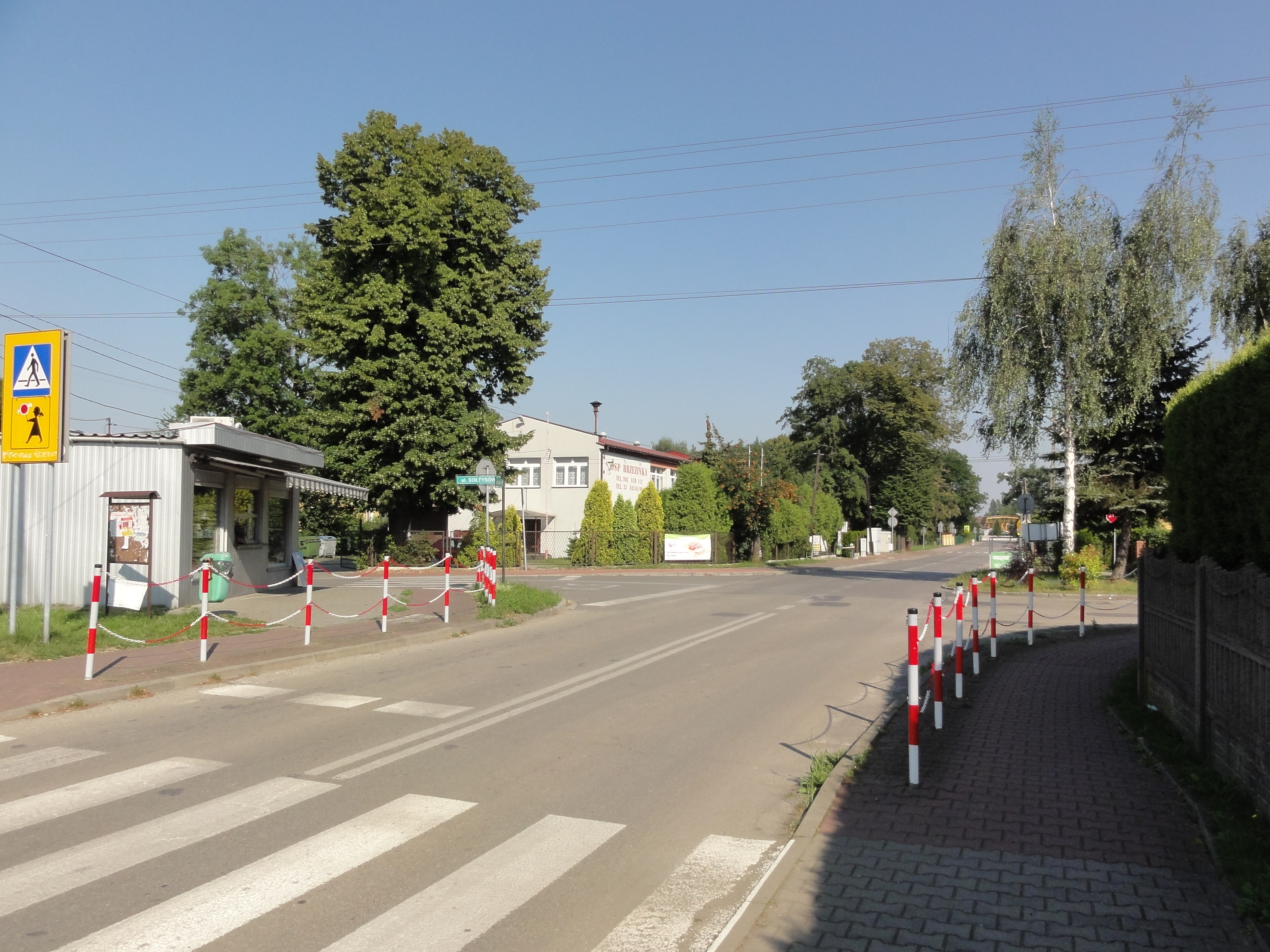
Dorfzentrum

## Geographie
Brzezinka liegt drei Kilometer westlich von Oświęcim. Der Ort befindet sich auf einer Höhe von 240 Metern in der Flussgabelung der Weichsel im Westen und der Soła im Osten.

## Geschichte
Der Name des Ortes leitet sich von der polnischen Bezeichnung für Birkenwald ab. Die erste urkundliche Erwähnung von Presinka stammt aus dem Jahr 1385 und ist verbunden mit der Schenkung von Weideland an das Dominikanerkloster in Oświęcim.
Politisch gehörte das Dorf ursprünglich zum Herzogtum Auschwitz unter Lehnsherrschaft des Königreichs Böhmen. Im Jahre 1457 wurde das Herzogtum mit Brzesinka vom polnischen König abgekauft.
1564 wurde Brzezinka als Teil des neuen Kreises Schlesien der Woiwodschaft Krakau an das Königreich Polen, ab 1569 die polnisch-litauische Adelsrepublik, völlig inkorporiert.
Bei der Ersten Teilung Polens kam Brzezinka 1772 zum neuen Königreich Galizien und Lodomerien des habsburgischen Kaiserreichs (ab 1804). Ab 1782 gehörte das Dorf zum Myslenicer Kreis (1819 mit dem Sitz in Wadowice). Nach der Aufhebung der Patrimonialherrschaften bildete es eine Gemeinde im Bezirk Biała, später im Bezirk Oświęcim.
Beim Bau der Eisenbahn wurde 1865 zunächst ein Bahnhof auf dem Gemeindegebiet errichtet. Dieser Bahnhof machte das Dorf zu einem Vorort der Stadt. Später wurde er näher nach Oświęcim verlagert.
Im Jahr 1900 hatte die Gemeinde Brzezinka 691 Hektar Fläche, 231 Häuser mit 1993 Einwohnern, davon war die Mehrheit römisch-katholisch (1835) und polnischsprachig (1630) war, es gab auch u. a. 166 Deutschsprachige, 45 Personen anderer Sprache, 86 Juden, 15 Griechisch-Katholiken und 57 Personen anderen Glaubens.
1918, nach dem Ende des Ersten Weltkriegs und dem Zusammenbruch der k.u.k. Monarchie, kam Brzezinka zu Polen. Unterbrochen wurde dies durch die Besetzung Polens durch die Wehrmacht im Zweiten Weltkrieg. Ab 1941 wurde auf Befehl der deutschen Besatzungsmacht der Ort geräumt, um auf den Fluren des Dorfes das Vernichtungslager KZ Auschwitz-Birkenau zu errichten.
Von 1975 bis 1998 gehörte Brzezinka zur Woiwodschaft Bielsko-Biała.